# دودهه
دودهه، روستایی از توابع بخش کوهین شهرستان قزوین در استان قزوین ایران است.

## جغرافیا
روستای دودهه بر سر جاده قدیم قزوین-رشت و در بیست و چهار کیلومتری غرب شهر قزوین در منطقه‌ای نسبتاً کوهستانی و در نزدیکی گردنه کوهین قرار دارد.اطراف روستارا باغات میوه و تاکستان‌های انگور فرا گرفته‌اند.

## جمعیت
این روستا در دهستان ایلات قاقازان غربی قرار دارد و براساس سرشماری مرکز آمار ایران در سال ۱۳۹۰، جمعیت آن زیر سه خانوار بوده‌است.زبان مردم روستای دودهه مانند دیگر روستاهای بخش کوهین زبان ترکی آذربایجانی می‌باشد.